# Nejlepší basketbalisté Slovenska 20. století
Slovenská basketbalová asociace vyhlásila anketu o nejlepší basketbalisty Slovenska 20. století, jejíž výsledky byly vyhlášeny v prosinci 2000. Výsledky ankety zohledňují úspěchy basketbalistů a trenérů na olympijských hrách,  Mistrovství světa mužů a žen, Mistrovství Evropy mužů a žen, v mezinárodních soutěžích klubů – muži: Euroliga / Pohár evropských mistrů, Pohár Saporta / Pohár vítězů pohárů, FIBA Pohár Korač, ženy: Euroliga žen / Pohár evropských mistrů a FIBA Pohár Ronchetti a v domácích československých soutěžích mužů a žen a ve slovenských basketbalových soutěžích mužů a žen.
Nejlepšími slovenskými basketbalisty 20. století se stali basketbalista Stanislav Kropilák a basketbalistka Anna Kotočová-Janoštinová.
Nejúspěšnějším trenérem byl vyhlášen Gustáv Herrmann a nejúspěšnější trenérkou století Natália Hejková.

## Výsledky ankety
Hráč (rok narození), účast Olympijské hry (OH), Mistrovství světa (MS), Mistrovství Evropy (ME) – medaile a další údaje:

### Muži
| Pořadí                                     | Jméno                                      | Rok nar.                                   | účast                                      | účast                                      | účast                                      | medaile                                    | medaile                                    | medaile                                    | další informace                                |
| Pořadí                                     | Jméno                                      | Rok nar.                                   | OH                                         | MS                                         | ME                                         | Zlatá medaile                              | Stříbrná medaile                           | Bronzová medaile                           | další informace                                |
| Anketa Basketbalista Slovenska 20. století | Anketa Basketbalista Slovenska 20. století | Anketa Basketbalista Slovenska 20. století | Anketa Basketbalista Slovenska 20. století | Anketa Basketbalista Slovenska 20. století | Anketa Basketbalista Slovenska 20. století | Anketa Basketbalista Slovenska 20. století | Anketa Basketbalista Slovenska 20. století | Anketa Basketbalista Slovenska 20. století | Anketa Basketbalista Slovenska 20. století     |
| ------------------------------------------ | ------------------------------------------ | ------------------------------------------ | ------------------------------------------ | ------------------------------------------ | ------------------------------------------ | ------------------------------------------ | ------------------------------------------ | ------------------------------------------ | ---------------------------------------------- |
| 1.                                         | Stanislav Kropilák                         | 1955                                       | 2                                          | 1                                          | 7                                          |                                            | 1                                          | 2                                          | 7× hrál za výběr Evropy, vicemistr Evropy 1985 |
| 2.                                         | Richard Petruška                           | 1969                                       |                                            |                                            | 1                                          |                                            |                                            |                                            | vítěz NBA 1994 s Houston Rockets               |
| 3.                                         | Gustáv Herrmann                            | 1920                                       |                                            |                                            | 2                                          | 1                                          | 1                                          |                                            | mistr Evropy 1946, vicemistr 1947              |
| 4.                                         | Peter Rajniak                              | 1953                                       | 1                                          |                                            | 5                                          |                                            | 1                                          | 1                                          | vicemistr Evropy 1985                          |
| 5.                                         | Oto Matický                                | 1963                                       |                                            |                                            | 2                                          |                                            | 1                                          |                                            | vicemistr Evropy 1985                          |
| Anketa Trenér mužů Slovenska 20. století   |                                            |                                            |                                            |                                            |                                            |                                            |                                            |                                            |                                                |
| 1.                                         | Gustáv Herrmann                            | 1920                                       |                                            |                                            | 2                                          |                                            | 1                                          | 1                                          | vicemistr Evropy 1959                          |
| 2.                                         | Ján Hluchý                                 | 1925                                       |                                            |                                            |                                            |                                            |                                            |                                            | mistr Československa 1989                      |
| 3.                                         | Miroslav Rehák                             | 1935                                       |                                            |                                            | 1                                          |                                            |                                            |                                            | mistr Československa 1983, 1985                |

### Ženy
| Pořadí                                      | Jméno                                       | Rok nar.                                    | účast                                       | účast                                       | účast                                       | medaile                                     | medaile                                     | medaile                                     | další informace                                                                                             |
| Pořadí                                      | Jméno                                       | Rok nar.                                    | OH                                          | MS                                          | ME                                          | Zlatá medaile                               | Stříbrná medaile                            | Bronzová medaile                            | další informace                                                                                             |
| Anketa Basketbalistka Slovenska 20. století | Anketa Basketbalistka Slovenska 20. století | Anketa Basketbalistka Slovenska 20. století | Anketa Basketbalistka Slovenska 20. století | Anketa Basketbalistka Slovenska 20. století | Anketa Basketbalistka Slovenska 20. století | Anketa Basketbalistka Slovenska 20. století | Anketa Basketbalistka Slovenska 20. století | Anketa Basketbalistka Slovenska 20. století | Anketa Basketbalistka Slovenska 20. století                                                                 |
| ------------------------------------------- | ------------------------------------------- | ------------------------------------------- | ------------------------------------------- | ------------------------------------------- | ------------------------------------------- | ------------------------------------------- | ------------------------------------------- | ------------------------------------------- | --- |
| 1.                                          | Anna Kotočová-Janoštinová                   | 1968                                        | 3                                           | 4                                           | 7                                           |                                             | 1                                           | 1                                           | vicemistryně Evropy 1989 vítěz Euroligy 1997, 1998, 2001                                                    |
| 2.                                          | Erika Dobrovičová                           | 1967                                        | 1                                           | 3                                           | 5                                           |                                             | 1                                           | 1                                           | vicemistryně Evropy 1989                                                                                    |
| 3.                                          | Andrea Kuklová-Chupíková                    | 1971                                        | 1                                           | 2                                           | 4                                           |                                             | 1                                           | 1                                           | vicemistryně Evropy 1997                                                                                    |
| 4.                                          | Božena Miklošovičová                        | 1949                                        | 1                                           |                                             | 4                                           |                                             | 2                                           | 1                                           | vicemistryně Evropy 1974, 1976                                                                              |
| 5.                                          | Eva Petrovičová                             | 1945                                        |                                             | 1                                           | 1                                           |                                             | 1                                           | 1                                           | vicemistryně světa 1971                                                                                     |
| Anketa Trenér žen Slovenska 20. století     |                                             |                                             |                                             |                                             |                                             |                                             |                                             |                                             | |
| 1.                                          | Natália Hejková                             | 1954                                        | 1                                           | 1                                           | 4                                           | 1                                           | 1                                           | 1                                           | mistryně Evropy 2007 (Rusko), vicemistryně Evropy 1997 (Slovensko) 5× vítěz Euroligy, 2× All Star game FIBA |
| 2.                                          | Ján Hluchý                                  | 1925                                        |                                             | 2                                           | 2                                           |                                             | 1                                           | 2                                           | vicemistr světa 1971                                                                                        |
| 3.                                          | Jozef Hodál                                 | 1933                                        |                                             |                                             |                                             |                                             |                                             |                                             | Finále Poháru Ronchettiové 1978                                                                             |